# Gran Turismo 5 Prologue
Gran Turismo 5 Prologue (グランツーリスモ5 プロローグ, Guran Tsūrisumo 5 Purorōgu), es el prólogo del Gran Turismo 5. Es un videojuego secundario dentro de la saga Gran Turismo. El juego está desarrollado por Polyphony Digital y es uno de los juegos principales y franquicia de PlayStation 3. Está disponible en dos formatos: Blu-ray y para descargar en PlayStation Store. 
El juego fue lanzado en Japón el 13 de diciembre de 2007 (con un demo descargable el 20 de octubre); para Europa llegó el 26 de marzo de 2008. El juego cuenta 73 coches (actualizando a Spec III) incluyendo el Ferrari de Fórmula 1 de Kimi Räikkönen, 6 circuitos y 16 jugadores en línea.
Su precio de venta recomendado es de 39,99 € en Europa.
El juego puede adquirirse con una versión limitada de uno de los coches que aparecen en el juego para pistas Scalextric. Todo el conjunto (juego más coche).
Sus ventas se estiman en 5.33 millones de copias en diciembre del 2011.

## Cómo se juega
Área de juegos GT5 en el Taipei Game Show 2008 este juego introdujo la capacidad de correr con hasta 16 autos a la vez en la serie Gran Turismo . De acuerdo con revelador del juego de Polyphony Digital , el NPC 's AI también ha mejorado a partir anteriores juegos de la saga Gran Turismo. 
Una novedad en la serie es la función de vista realista en el automóvil. Incluye velocímetros, odómetros, espejos retrovisores reflectantes, espejos retrovisores y efectos de iluminación en el automóvil en tiempo real, como sombras. Los jugadores que conducen con el panel de control o el volante pueden mirar hacia la izquierda y hacia la derecha en la cabina del automóvil usando el D-pad .Esta función se puede asignar a otros botones del controlador si se prefiere. Cualquier volante compatible con PlayStation 3 funciona con Gran Turismo 5 Prologue .Tres modos de visualización muestran el automóvil desde ángulos exteriores. El cuarto, llamado "modo cabina", incluye la perspectiva del conductor desde el interior del automóvil mirando más allá del volantehacia la pista y está disponible solo para automóviles "premium".
La actualización de Spec II trae el modo Drift (similar al de Gran Turismo HD Concept ), ajustes de ajuste del automóvil y carreras cara a cara para dos jugadores sin conexión.

### En línea
Gran Turismo 5 Prologue es el primer juego de Gran Turismo producido en masa que incluye multijugador en línea.   Hasta 16 jugadores pueden jugar online a la vez enGT5 Prologue . Desde Gran Turismo 5 's ciclo de desarrollo era tan largo, GT5 Prologue ' s servidores estaban en línea durante dos años a pesar de que el juego sólo sirvió como prólogo. Gran Turismo 4 para PlayStation 2 estaba destinado a contener un componente en línea, pero esta función se eliminó antes del lanzamiento del juego para evitar más demoras; incluso se lanzó una versión beta de GT4 en línea. Gran Turismo HD Concept también incluía una función de prueba contrarreloj en línea. 
La última actualización, titulada Spec III , agregó autos nuevos y más mejoras al juego y fue lanzada en octubre de 2008. También se lanzó un disco separado en Japón que incluía todas las actualizaciones, incluyendo Spec III. El lanzamiento Platinum del juego, presentado originalmente en Europa, también viene con la actualización Spec III. 

### Interfaz
Interfaz de Mi página en Gran Turismo 5 Prologue (versión japonesa 1.01).
El juego tiene una nueva interfaz llamada 'Mi página' que actúa como menú personalizado del jugador para el juego. Cuando se inicia el juego, se lleva al jugador directamente a esta interfaz, y el automóvil seleccionado actualmente se muestra en la pantalla en una ubicación pintoresca de la vida real. El vehículo está configurado en un entorno 3D avanzado Full HD con una cámara de 360 ° y la función de zum en tiempo real de la GUIestá habilitada.
En la versión japonesa, la interfaz 'Mi página' incluye:
1. Noticias: un registro en línea actualizado regularmente que archiva noticias de juegos, como carreras de eventos en línea recientemente agregadas, programas VOD o información técnica como el programa de mantenimiento del servidor.
2. GT-TV: un servicio de video a pedidoofrecía contenido HD reproducible y gratuito. Los videos disponibles son videos relacionados con automóviles de la vida real, como pruebas de modelos nuevos, informes de exhibiciones deautomóviles, documentales de automóviles o videos de eventos especiales. Los videos de juegos, como las películas iniciales y finales, también están disponibles para descargar desde el disco Blu-ray al disco duro de la consola una vez desbloqueado. Sin embargo, el contenido premium se suspendió el 29 de diciembre de 2009, para centrarse en el lanzamiento del juego completo.
3. En línea: los eventos en línea consisten en carreras multijugador de 2 a 16 jugadores (algunas de las cuales son de escala mundial) o eventos de contrarreloj en línea. Cada evento tiene un límite de tiempo, una vez finalizado, un tablero de clasificación muestra las puntuaciones de los jugadores más exitosos. Los archivos de reproducción de los mejores jugadores están disponibles para su descarga como repeticiones de fantasmas. Cada semana se añaden a la lista nuevos eventos con sus parámetros específicos (clase de coche, tipos de neumáticos, nivel de asistencia, etc.) mientras que los más antiguos están cerrados.
4. Clasificación: un tablero de clasificación en línea para cada campo que archiva el mejor registro por pista y auto.
5. Arcade: un modo de carrera única le permite al jugador elegir una pista para correr a bordo del auto seleccionado actualmente y competir contra 15 autos controlados por IA. Los créditos no se obtienen en este modo.
6. Batalla 2P: un modo de pantalla dividida para dos jugadores sin conexión.
7. Evento: las carreras de eventos son campeonatos, contrarreloj y carreras de misiones contra la IA en varias clases. Una vez completadas en el nivel Oro, Plata o Bronce, estarán disponibles nuevas clases más difíciles. Los créditos los gana el jugador a medida que gana las carreras en las primeras posiciones. Hay tres clases básicas disponibles: Clase C, B y A. Una vez que se completa la Clase A, la película final del juego está disponible para descargar en GT-TV, y se agrega una clase extra llamada Clase S.
8. Garaje: donde los autos de los jugadores se pueden ver, competir y también vender para ganar créditos.
9. Concesionarios: donde el jugador puede comprar un auto nuevo usando los créditos obtenidos en las carreras de eventos. Varios modelos de fabricantes de automóviles de fama mundial están disponibles para su compra en la sala de exposición. Algunos fabricantes de automóviles tienen su carrera de eventos que consiste en una carrera de una marca para un modelo específico. Las noticias relacionadas con la marca se proporcionan regularmente a través de actualizaciones en línea.
10. Reproducción: las repeticiones guardadas o descargadas están disponibles para ver.
11. Opción: configuración de varias opciones para el juego.
12. Manual: el manual de juego del juego se muestra en la pantalla. El manual casi siempre se actualiza con una actualización de software.
13. Guardar: permite grabar el juego cuando la función de guardado automático está desactivada.

Cuando se cierra la cuenta de PlayStation Network del usuario, los iconos relacionados con el contenido en línea se desactivan (1, 2, 3 y 4). El Museo se activa desde la interfaz "Mi página" una vez que el juego está en modo de demostración continua. Esta característica proporciona a los jugadores los antecedentes y la historia de los fabricantes de automóviles.

### Actualizaciones
Las actualizaciones estaban disponibles en el arranque del juego a través de la descarga en línea, todo gratis. Con cada actualización se agregó contenido de juegos, como autos nuevos, modos de juego o videos de GT-TV. Algunos elementos, como los BGM, son exclusivos regionalmente debido a problemas de licencia.  Una vez que Polyphony Digital comenzó a centrarse en Gran Turismo 5, dejó de aplicar actualizaciones a GT5 Prologue . 

### GT-TV
La función Gran Turismo TV se introdujo en la versión de demostración gratuita. El servicio VOD se activó el 22 de octubre de 2007, proporcionando avances SD gratuitospara tres próximos programas de GT-TV, Super GT ("Climax Digest"), D1 Grand Prix("Top of the Drifting World") y Best Motoring("Mejor tráiler de automovilismo").  Del 22 de octubre al 30 de noviembre, tres videos HD exclusivos de GT-TV con el productor de juegos Kazunori Yamauchi se estrenaron en la demostración: "First Impression: Lancer Evolution X",  "Tokyo Motor Show 2007" y "GT-R Legend Inside Story part I". 
La demo fue eliminada de la PlayStation Store japonesa el 30 de noviembre  y sus funciones en línea finalizaron el 6 de diciembre,  sin embargo, todos los videos VOD emitidos fueron relanzados posteriormente en la versión comercial del juego a través de actualizaciones, excepto los avances SD. Sin embargo, el documental de la parte 1 "The GT-R Legend Inside Story" se incluyó en el Blu-ray Disc.  Más tarde se completó con las partes II y III, ambas publicadas a través de actualizaciones de GT-TV.
El primer episodio de la BBC 's Top Gear serie 6 estaba disponible de forma gratuita desde el 31 de marzo  Mientras tanto, cinco videos liberados en diciembre de 2007 se han eliminado. El 1 de abril, se agregaron dos videos de promoción para Super GT ("Fascinación por el Super GT") y D1 Grand Prix ("El mundo a la deriva").  El primer avance de Video Option ("¿Qué es la opción de video?") También se incluyó anunciando los próximos lanzamientos de esta revista.
El 1 de agosto de 2008, GT-TV se renovó por completo con una nueva interfaz, diseño y el lanzamiento del servicio PPV (pago por visión). Los videos "GT-R Legend Inside Story (todas las partes)", "'08 Nurburgring 24h Introduction" y "First Impression Lancer Evolution X" se quedaron sin cargo."Fascinación por el Super GT", "El mundo a la deriva" y "¿Qué es la opción de video?" los videos fueron sacados de GT-TV.  La nueva actualización agregó nuevos videos PPV; 8 videos Top Gear, 1 video opcional, 1 video Super GT, video D1 Grand Prix, 1 video Gran Turismo y 1 video Best Motoring.También se conservaron las películas de apertura y final, también gratuitas. Todos los videos de PPV se lanzaron a un precio reducido en el lanzamiento del servicio. Cuando se le preguntó si el servicio GT-TV podría llegar a la PSP , Yamauchi respondió: "Definitivamente queremos hacer eso en el futuro", sugiriendo que ver GT-TV en movimiento podría convertirse en una realidad en el futuro, pero esto nunca sucedió en última instancia. 

### Coches
El lanzamiento japonés en diciembre de 2007 incluyó 37 autos de serie (más el GT-R "Black Mask" no acreditado que regresaba de la demostración jugable gratuita) de varios fabricantes japoneses, europeos y estadounidenses, incluidos Nissan , Ferrari yFord .  Si bien GT3 y GT4 tenían autos deFórmula Uno , GT5 Prologue fue el primero de la serie en presentar un auto de F1 con licencia completa, el F2007 .
La actualización de Spec II agregó nuevos fabricantes, más stock cars e introdujo autos de carreras y autos tuneados. La actualización elevó el número total de autos jugables a 71.  La versión norteamericana de Gran Turismo 5 Prologue trajo stock y autos sintonizados adicionales, aumentando la lista de autos del juego a 76 autos acreditados. 

### Pistas
En el juego original se incluyen cuatro circuitos ubicados en Japón, Europa y América del Norte, más dos pistas ficticias: The High-Speed Ring y Eiger / Eiger Nordwand. En ausencia de carreteras adecuadas en la ubicación de la vida real alrededor de Kleine Scheidegg y el Eiger , los desarrolladores del juego crearon la pista basándose en una ruta de senderismo real.
Cada pista está disponible en dos diseños diferentes. London, High-Speed Ring y Eiger Nordwand están disponibles en las direcciones de avance y retroceso. El Fuji International Speedway está disponible en las variantes "F1" y "GT"; el Daytona International Speedway tiene los diseños Oval y Road Course; el circuito de Suzuka tiene un trazado más corto conocido como el curso este. Cada circuito de la vida real tiene una "Guía del curso" en video HD que documenta la ubicación con metraje real y texto de comentarios.
La actualización Spec II  agrega el circuito ficticio clásico High-Speed Ring de la franquicia Gran Turismo (disponible tanto en la versión de avance como en la de retroceso) que eleva el número total de pistas a seis (doce diseños diferentes). 

### Soporte de dispositivo de entrada
La demo jugable gratuita de Gran Turismo 5 Prologue fue la primera versión de PlayStation 3 que admite la vibración del controlador Dual Shock 3 y la función derespuesta de fuerza de los volantes de carreras . El 20 de febrero de 2008, Logitech anunció un nuevo volante oficial de Gran Turismo , el Driving Force GT, que se lanzará en mayo para coincidir con el lanzamiento occidental del juego.  Se admiten las ruedas oficiales anteriores de Gran Turismo , que incluyen Driving Force Pro , GT Force ,Driving Force y Driving Force EX . Hay disponible soporte limitado para Logitech G25 Racing Wheel; el volante no es compatible oficialmente, pero es posible volver a mapear el diseño de los botones a través de la pantalla de configuración de Driving Force Pro  y el embrague se puede habilitar presionando el botón triangular al comienzo de cada carrera, tan pronto como el jugador tiene el control del coche. soporte para Logitech G27 también es limitado, por ejemplo, los cambios de paleta no funcionan en el juego, aunque las señales de cambios de paleta se detectan (arriba y abajo) en la pantalla de configuración del controlador.

## Lanzamiento

### Demostración de PSN japonesa
Una demostración gratuita (グ ラ ン ツ ー リ ス モ 5 プ ロ ロ ー グ 無 料 体 験 版) estuvo disponible para su descarga entre el 20 de octubre y el 30 de noviembre de 2007  en la tienda japonesa de PlayStation con el circuito de Suzuka y siete autos jugables. La demostración desbloqueó los autos tal como fueron presentados en el 40.º Salón del Automóvil de Tokio . Esta demostración reemplazó a Gran Turismo HD Concept que se eliminó de la PlayStation Store japonesa el 30 de septiembre 
La demo tenía inicialmente cuatro coches jugables de varios fabricantes japoneses y europeos. Los tres autos restantes ( Mazda ATENZA Sport '07, Lexus IS-F '07 y Subaru Impreza WRX STI '07) fueron desbloqueados cuando cada uno fue presentado en el Salón del Automóvil de Tokio. El programa también dio a conocer el lanzamiento del Nissan GT-R '07 (reemplazando el "GT-R Black Mask" con sus paneles definitorios ocultos).  El Black Mask fue retirado de la sección de automóviles el 23 de octubre para coincidir con su presentación oficial en el Salón del Automóvil de Tokio y posteriormente estuvo disponible al día siguiente.

### Demostración de SEMA Show 2007
La versión norteamericana de la demostración de Gran Turismo 5 Prologue se presentó en el stand de Sony durante elSEMA Show 2007 en Las Vegas, Nevada . En comparación con la demostración japonesa, esta nueva versión tenía coches estadounidenses ( Dodge Viper GTS '02 yFord Mustang V8 Coupe Premium '07 ) y pistas (Daytona International Speedway), estos estaban incluidos, pero no se podían reproducir en la demostración de PSN. Se agregó un automóvil sintonizador estadounidense, el Art Morrison Corvette '60SEMA versión 2006, a los vehículos seleccionables.  Este vehículo se agregó más tarde al juego minorista con la actualización "Spec II".

### Sesión de cambio descendente 2008
Este fue un evento realizado en octubre por Polyphony Digital para celebrar los diez años de Gran Turismo . La atracción principal del espectáculo fue Gran Turismo 5 Prologue con una resolución de 3840x2160. El juego normalmente se ejecuta a una resolución de 60 FPS y 1920x1080. El juego necesitaba cuatro consolas PlayStation 3 para ejecutarse y se proyectó en una pantalla de 220 pulgadas (5,6 m) utilizando un costoso proyector Sony. Cada PS3 manejó el renderizado de una cuarta parte de la pantalla. Con un sistema PS3, se mostrarían aproximadamente 2,1 millones de píxeles, pero con esta pantalla especial de alta resolución, se visualizarían aproximadamente 8,3 millones de píxeles. Se ejecutó una demostración separada con la resolución original pero a 240 FPS. 

### Lanzamiento con PlayStation 3 de 80 GB en Japón
El 9 de octubre de 2008, se anunció que Gran Turismo 5 Prologue Spec III se lanzaría solo por tiempo limitado, incluido con el nuevo modelo de PS3 de 80 GB lanzado solo en Japón. El nuevo modelo tenía una opción de 3 colores; negro, plateado y blanco, y vino con el controlador DualShock 3 de serie. Spec III introdujo mejoras en el juego y 3 coches nuevos. También se ha mostrado el nuevo empaque, mostrando el auto GT byCitroën en la parte delantera en lugar del Nissan GT-R. El paquete fue lanzado el 30 de octubre 

### Documental
Beyond the Apex es un documental de GT-TV de 18 minutos incluido en la versión Blu-raydel lanzamiento norteamericano de Gran Turismo 5 Prologue. Este documental fue filmado y editado durante cuatro meses por el director Greg Harvey .  Presenta imágenes del detrás de escena del desarrollo del juego junto con una entrevista con el creador de la serie, Kazunori Yamauchi .

### Bandas sonoras
La banda sonora de Gran Turismo 5 Prologue fue lanzada en Japón el 20 de febrero de 2008. El CD es publicado por Village Music e incluye 18 pistas.
Vince DiCola presenta, organiza e interpreta el tema principal "Moon Over the Castle" de la serie Gran Turismo . DiCola declaró en una entrevista con Music4Games que grabó dos versiones del tema, una para usar en el juego y la otra para el álbum de la banda sonora. Esta nueva versión de la canción fue regrabada en Los Ángeles.

## Recepción
Gran Turismo 5: Prologue recibió críticas "generalmente favorables", según el agregador de reseñas Metacritic. Según el blog ThreeSpeech de SCEE, el juego ha alcanzado la marca de un millón en pedidos anticipados de los territorios PAL, lo que lo convierte en el primer juego de PlayStation 3 en alcanzar el estado Platino antes de su lanzamiento. Eliot Fish de Hyper elogia el juego por "verse y sentirse fantástico". Sin embargo, lo critica por no tener "modelo de daños".
Para el 30 de abril de 2008, "Gran Turismo 5 Prologue" había vendido 2,23 millones en todo el mundo según Sony Computer Entertainment y Polyphony Digital, con 270,000 unidades en Japón, 550,000 en Norteamérica, 1,38 millones en Europa y 30,000 en Asia. Hasta agosto de 2009, Gran Turismo 5 Prologue ha vendido 3,94 millones de copias en todo el mundo, con 690,000 copias en Japón, 820,000 en Norteamérica, 2,33 millones en Europa y 100,000 en el sudeste asiático.
Gran Turismo 5 Prologue recibió el premio de ventas "Platino" de la Entertainment and Leisure Software Publishers Association (ELSPA), indicando ventas de al menos 300,000 copias en el Reino Unido. Para diciembre de 2011, los juegos habían vendido 5,34 millones de copias; convirtiéndolo en el segundo título de PlayStation 3 más vendido de todos los tiempos, superado por su sucesor, Gran Turismo 5.